# 파리 메트로 7호선
파리 메트로 7호선(Ligne 7 du Métro de Paris)은 파리교통공단(RATP)이 운영하는 파리 메트로의 노선으로, 파리 북동부 교외의 라 쿠르되브-8 메 1945역에서 파리 남부의 메종 블랑쉬 역을 거쳐 파리 남동부 교외의 메리 디브리 역에 이르는 본선과 메종 블랑쉬 역에서 파리 남부 교외의 빌쥐프-루이 아라공역에 이르는 지선으로 이루어진 전장 18.6 km의 노선이다. 연분홍색이 이 노선의 노선색이며 현재 파리 메트로에서 가장 역이 많은 노선이기도 하다.

## 연혁
1898년의 메트로 정비계획에서는 H선으로써 파리 중심부의 팔레 루얄(Palais Royal)에서 북동부의 플라스 두 다뉴브(Place du Danube, 현재 7bis호선의 다뉴브)를 잇는 노선으로 규정되어 1910년에 오페라(Opéra)∼포르드라빌레트(Porte de la Villette) 구간이 개통되기에 이른다.
이후 꾸준히 연장되어 1926년에는 남쪽의 퐁 마리(Pont Marie)까지 연장되기에 이르고, 1930년에는 좌안(강남)의 플라스 몽주(Place Monge)∼플라스 디탈리(Place d'Italie) 구간이 개통된다. 이 구간은 1931년에 세느강의 하저터널이 완성되기까지는 일시적으로 10호선의 일부로 운행되었다.
본디 남쪽은 단일한 운행 구간이고 북쪽이 두 방향으로 분기하는 형태였으나, 양 방면의 수송량의 격차가 커져 1967년에 이르러 루이 블랑(Louis Blanc)∼플레생줴르베(Pré Saint-Gervais) 구간이 7bis호선으로 분리되기에 이른다. 반면에 1982년에 남쪽에 현재의 지선이 개통되어 현재는 남쪽이 두 방향으로 분기하는 형태가 되어 현재에 이르고 있다.
- 1910년 9월 5일 : 오페라∼포르드라빌레트간 개통.
- 1911년 1월 18일 : 루이 블랑∼플레생줴르베간 지선 개통.
- 1916년 7월 1일 : 오페라∼팔레 루얄간 연장개통.
- 1926년 4월 16일 : 팔레 루얄∼퐁 마리간 연장개통.
- 1930년 2월 15일 : 좌안측의 플라스 몽주∼플라스 디탈리간이 개통. 세느강의 하저터널이 개통될 때까지의 약 1년간 모베르-뮈튀알리테(Maubert-Mutualité)∼플라스 몽주간 연결선을 이용하여 임시적으로 10호선의 일부로써 운행됨.
- 1930년 3월 7일 : 임시적으로 10호선으로 운행중인 구간이 플라스 디탈리∼포르트 드 슈아시간 연장개통.
- 1930년 6월 3일 : 퐁 마리∼퐁 쉴리(Pont Sully, 현재의 쉴리-모를랑)간 연장개통.
- 1931년 4월 26일 : 세느강의 하저터널이 완공되어 퐁 쉴리∼플라스 몽주간 연장개통. 임시적으로 10호선으로 운행되던 구간이 7호선으로 편입됨. 포르트 드 슈아시∼포르트 디브리간 연장개통.
- 1946년 5월 1일 : 포르트 디브리∼메리 디브리간 연장개통.
- 1967년 12월 3일 : 루이 블랑∼플레생줴르베간이 7bis호선으로 분리됨.
- 1979년 10월 4일 : 포르드라빌레트∼포르 도베르빌리에간 연장개통.
- 1982년 12월 10일 : 메종 블랑쉬∼르 크레믈린 비세트르간 지선 개통.
- 1985년 2월 28일 : 르 크레믈린 비세트르∼빌쥐프-루이 아라공간 연장개통.
- 1987년 5월 6일 : 포르 도베르빌리에∼라 쿠르되브-8 메 1945간 연장개통.

## 차량

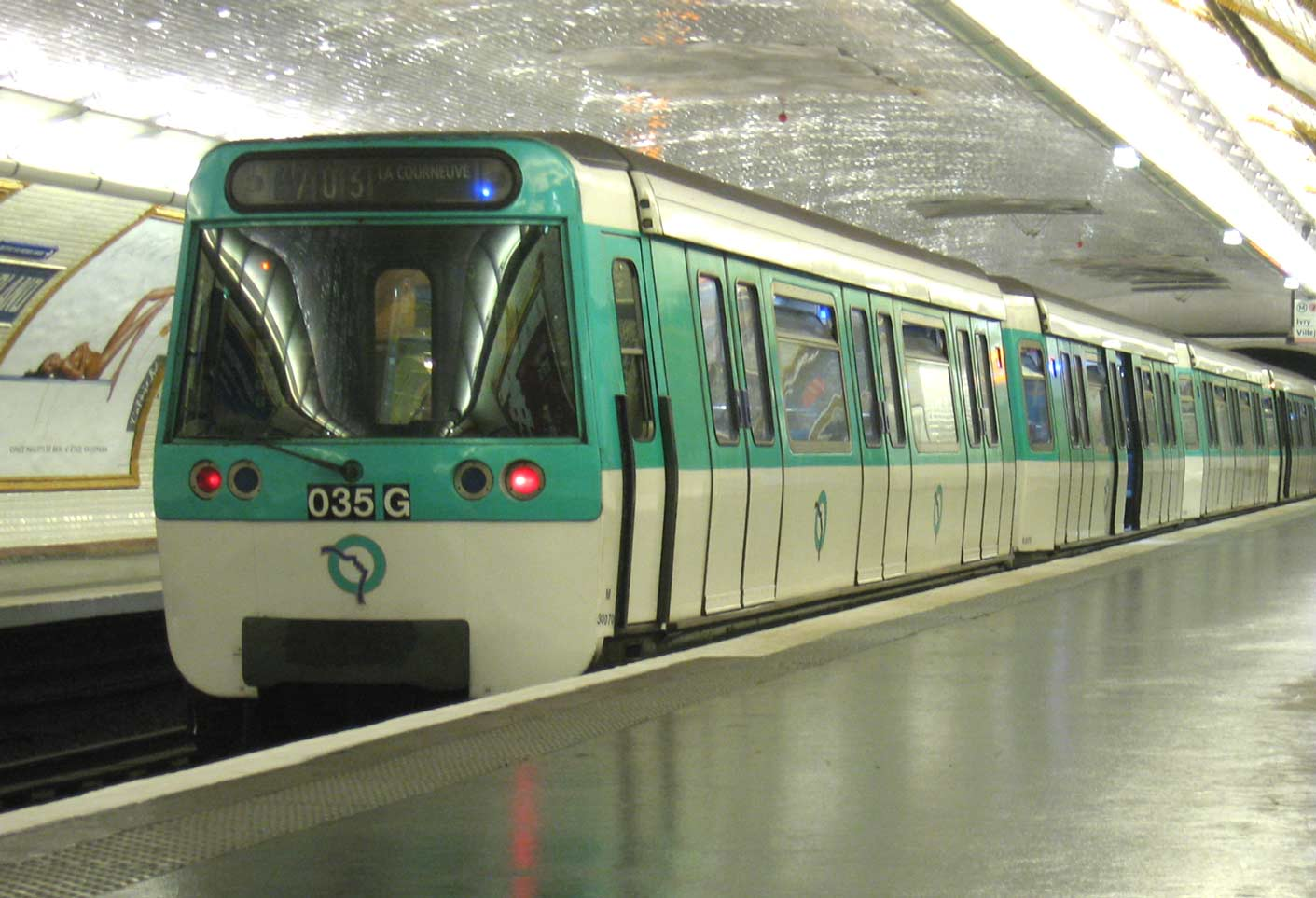
쉴리-모를랑역에 정차중인 7호선의 MF 77

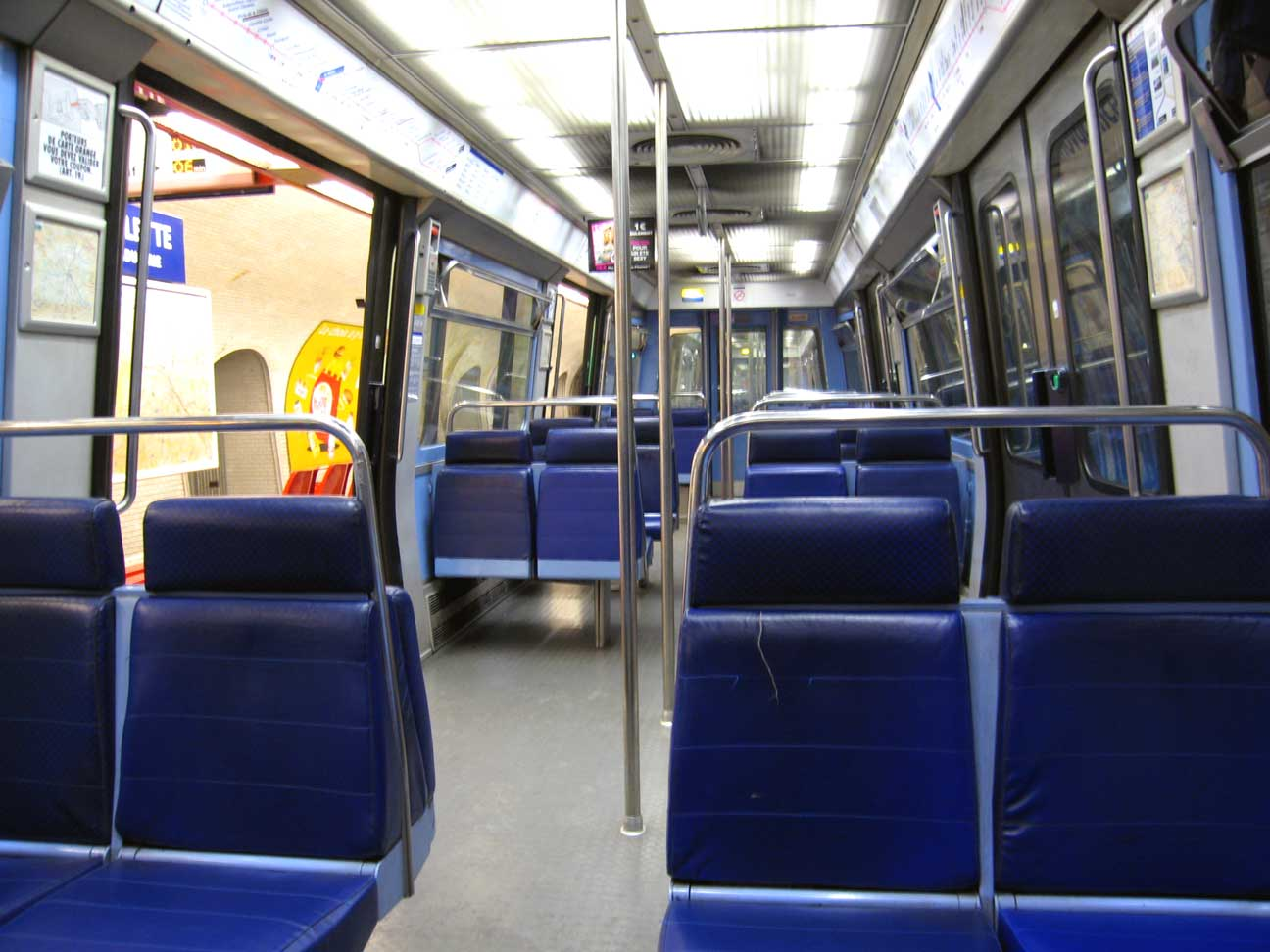
개조전 MF 77형 차내

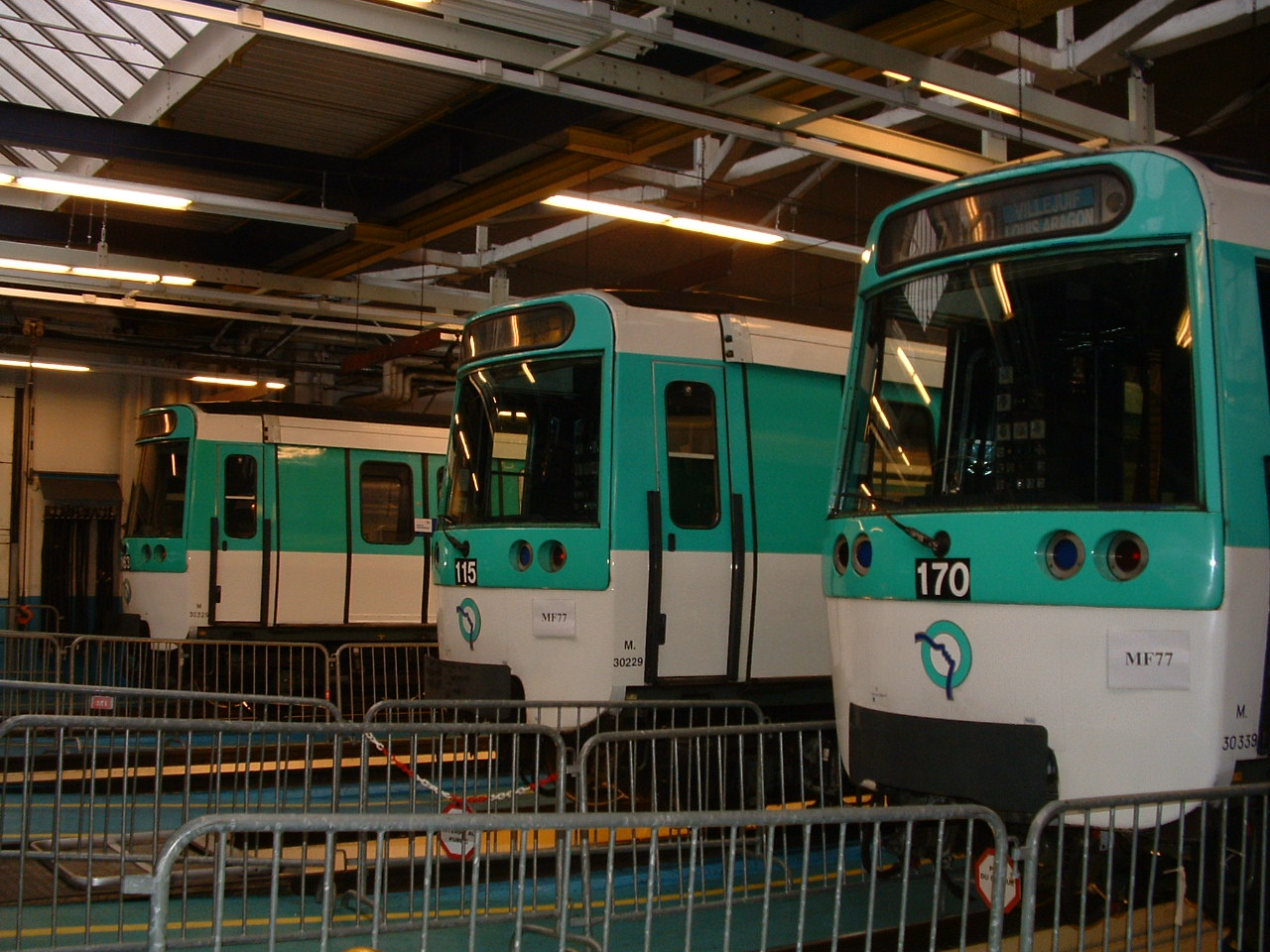
슈아지 차량사업소 안의 MF 77 편성.

1979년 이래로 MF 77형이 운용되고 있다. 7호선의 MF 77은 Mc-T-M-T-Mc의 5량 편성으로 운용되고 있다.
MF 77형은 15 m급의 3비차이며 차량간의 왕래는 비상시를 제외하면 불가능한 구조이다.
차량기지는 슈아시(Choisy) 차량사업소가 사용되고 있다. 해당 기지는 타 노선(2, 3, 5, 9, 10, 12, 3bis, 7bis)에서 운용되는 MF 67형과 MF 88형의 중검수를 맡고 있는 기지이기도 하지만, 정작 7호선의 MF 77은 4호선의 생투앵(Saint-Ouen) 차량사업소에서 중검수를 받는다. 아울러, 메리 디브리(Mairie d'Ivry)까지의 연장 이전에는 포르드라빌레트 역 인근의 빌레트(Villette) 차량사업소가가 사용되었다(현재는 각종 동력차의 기지로 사용되고 있다).

## 노선도 및 정거장

파리 메트로 7호선 노선도(15호선 미개통)

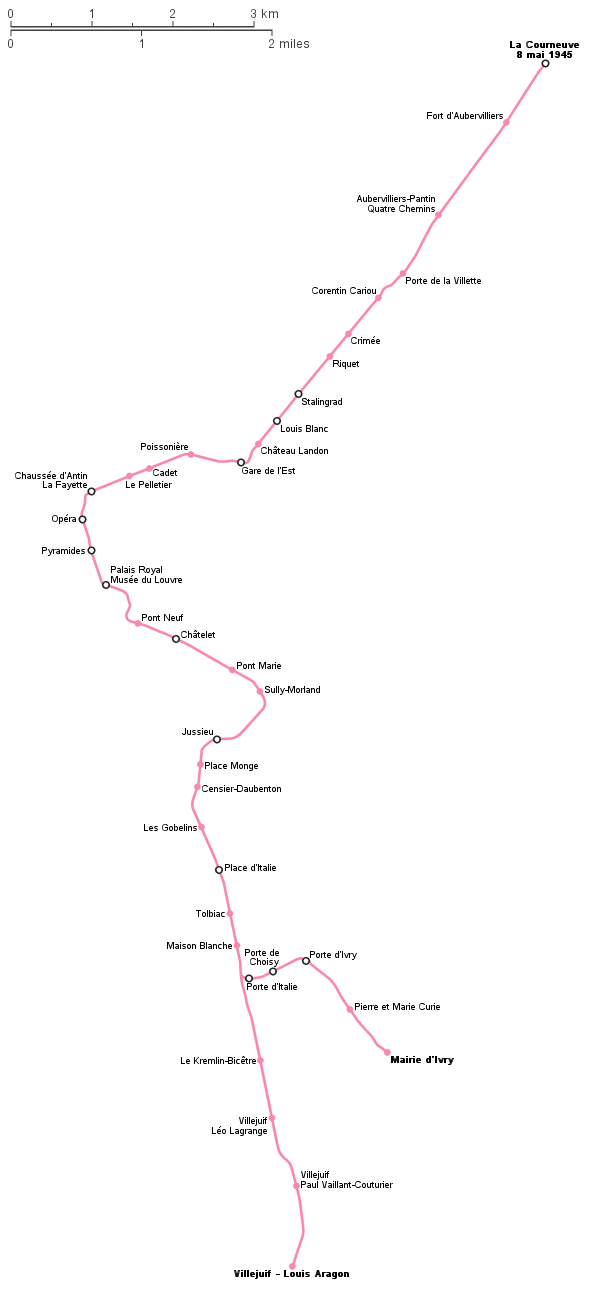
노선도

|  |   |   |   |  | 역명(한국어)                  | 역명(불어)                                               | 좌표                                                            | 소재지               | 연결 노선 |
|  | - | - | - |  | ----------------------------- | -------------------------------------------------------- | --------------------------------------------------------------- | -------------------- | --- |
|  |   | ■ |   |  | 라 쿠르되브-8 메 1945         | La Courneuve – 8 Mai 1945                                | 북위 48° 55′ 15″ 동경 2° 24′ 38″ / 북위 48.92071° 동경 2.41051° | 라쿠르뇌브           | 일드프랑스 트램 · 일드프랑스 트램 1호선 |
|  |   | • |   |  | 포르 도베르빌리에             | Fort d'Aubervilliers                                     | 북위 48° 54′ 51″ 동경 2° 24′ 15″ / 북위 48.91427° 동경 2.40412° | 오베르빌리에         | |
|  |   | • |   |  | 오베르빌리에-팡탱-카트르 슈맹 | Aubervilliers – Pantin – Quatre Chemins                  | 북위 48° 54′ 14″ 동경 2° 23′ 33″ / 북위 48.90386° 동경 2.39255° | 오베르빌리에, 팡탱   | |
|  |   | • |   |  | 포르드라빌레트                | Porte de la Villette Cité des Sciences et de l'Industrie | 북위 48° 53′ 49″ 동경 2° 23′ 09″ / 북위 48.89708° 동경 2.38588° | 파리 19구            | 일드프랑스 트램 · 일드프랑스 트램 3b호선 |
|  |   | • |   |  | 코랑탱 카리우                 | Corentin Cariou                                          | 북위 48° 53′ 41″ 동경 2° 22′ 57″ / 북위 48.89473° 동경 2.38242° | 파리 19구            | |
|  |   | • |   |  | 크리메                        | Crimée                                                   | 북위 48° 53′ 29″ 동경 2° 22′ 38″ / 북위 48.89140° 동경 2.37732° | 파리 19구            | |
|  |   | • |   |  | 리케                          | Riquet                                                   | 북위 48° 53′ 18″ 동경 2° 22′ 27″ / 북위 48.88836° 동경 2.37418° | 파리 19구            | |
|  |   | • |   |  | 스탈린그라드                  | Stalingrad                                               | 북위 48° 53′ 03″ 동경 2° 22′ 07″ / 북위 48.88425° 동경 2.36869° | 파리 10구, 파리 19구 | 파리 메트로 · 파리 메트로 Line 2호선 · 파리 메트로 Line 5호선                                                                                                 |
|  |   | • |   |  | 루이 블랑                     | Louis Blanc                                              | 북위 48° 52′ 53″ 동경 2° 21′ 55″ / 북위 48.88139° 동경 2.36517° | 파리 10구            | 파리 메트로 · 파리 메트로 Line 7bis호선 |
|  |   | • |   |  | 샤토 랑동                     | Château-Landon                                           | 북위 48° 52′ 43″ 동경 2° 21′ 43″ / 북위 48.87865° 동경 2.36206° | 파리 10구            | TER 피카르디 TER 샹파뉴아르덴 장거리 노선 |
|  |   | • |   |  | 파리 동역                     | Gare de l'Est Verdun                                     | 북위 48° 52′ 34″ 동경 2° 21′ 29″ / 북위 48.87614° 동경 2.35811° | 파리 10구            | TER 피카르디 TER 샹파뉴아르덴 장거리 노선 |
|  |   | • |   |  | 푸아소니에르                  | Poissonnière                                             | 북위 48° 52′ 37″ 동경 2° 20′ 57″ / 북위 48.87700° 동경 2.34929° | 파리 9구, 파리 10구  | |
|  |   | • |   |  | 카데                          | Cadet                                                    | 북위 48° 52′ 33″ 동경 2° 20′ 35″ / 북위 48.87591° 동경 2.34318° | 파리 9구             | |
|  |   | • |   |  | 르 펠레티에                   | Le Peletier                                              | 북위 48° 52′ 30″ 동경 2° 20′ 26″ / 북위 48.87492° 동경 2.34045° | 파리 9구             | |
|  |   | • |   |  | 쇼세 당탱-라 파예트           | Chaussée d'Antin – La Fayette                            | 북위 48° 52′ 22″ 동경 2° 20′ 00″ / 북위 48.87289° 동경 2.33324° | 파리 9구             | 파리 메트로 · 파리 메트로 Line 9호선 |
|  |   | • |   |  | 오페라                        | Opéra                                                    | 북위 48° 52′ 14″ 동경 2° 19′ 58″ / 북위 48.87045° 동경 2.33268° | 파리 2구, 파리 9구   | 파리 메트로 · 파리 메트로 Line 3호선 · 파리 메트로 Line 8호선 · 파리 메트로 · RER A선                                                                         |
|  |   | • |   |  | 피라미드                      | Pyramides                                                | 북위 48° 51′ 59″ 동경 2° 20′ 02″ / 북위 48.86643° 동경 2.33395° | 파리 1구             | 파리 메트로 · 파리 메트로 Line 14호선 |
|  |   | • |   |  | 팔레 루얄-뮈제 뒤 루브르      | Palais Royal – Musée du Louvre                           | 북위 48° 51′ 46″ 동경 2° 20′ 10″ / 북위 48.86291° 동경 2.33603° | 파리 1구             | 파리 메트로 · 파리 메트로 Line 1호선 |
|  |   | • |   |  | 퐁 뉘프                       | Pont Neuf La Monnaie                                     | 북위 48° 51′ 31″ 동경 2° 20′ 32″ / 북위 48.85855° 동경 2.34213° | 파리 1구             | |
|  |   | • |   |  | 샤틀레                        | Châtelet Pont au Change                                  | 북위 48° 51′ 31″ 동경 2° 20′ 50″ / 북위 48.85869° 동경 2.34717° | 파리 1구, 파리 4구   | 파리 메트로 · 파리 메트로 Line 1호선 · 파리 메트로 Line 4호선 · 파리 메트로 Line 11호선 · 파리 메트로 Line 14호선 · 파리 메트로 · RER A선 · RER B선 · RER D선 |
|  |   | • |   |  | 퐁 마리                       | Pont Marie Cité des Arts                                 | 북위 48° 51′ 13″ 동경 2° 21′ 26″ / 북위 48.85361° 동경 2.35725° | 파리 4구             | |
|  |   | • |   |  | 쉴리-모를랑                   | Sully – Morland                                          | 북위 48° 51′ 04″ 동경 2° 21′ 45″ / 북위 48.85121° 동경 2.36240° | 파리 4구             | |
|  |   | • |   |  | 쥐시외                        | Jussieu                                                  | 북위 48° 50′ 45″ 동경 2° 21′ 17″ / 북위 48.84596° 동경 2.35461° | 파리 5구             | 파리 메트로 · 파리 메트로 Line 10호선 |
|  |   | • |   |  | 플라스 몽주                   | Place Monge Jardin des Plantes – Arènes de Lutèce        | 북위 48° 50′ 36″ 동경 2° 21′ 09″ / 북위 48.84340° 동경 2.35260° | 파리 5구             | |
|  |   | • |   |  | 상시에-도방통                 | Censier – Daubenton                                      | 북위 48° 50′ 26″ 동경 2° 21′ 06″ / 북위 48.84059° 동경 2.35178° | 파리 5구             | |
|  |   | • |   |  | 르 고블랭                     | Les Gobelins                                             | 북위 48° 50′ 12″ 동경 2° 21′ 07″ / 북위 48.83659° 동경 2.35206° | 파리 5구, 파리 13구  | |
|  |   | • |   |  | 플라스 디탈리                 | Place d'Italie                                           | 북위 48° 49′ 53″ 동경 2° 21′ 21″ / 북위 48.83145° 동경 2.35571° | 파리 13구            | 파리 메트로 · 파리 메트로 Line 5호선 · 파리 메트로 Line 6호선                                                                                                 |
|  |   | • |   |  | 톨비약                        | Tolbiac                                                  | 북위 48° 49′ 34″ 동경 2° 21′ 25″ / 북위 48.82624° 동경 2.35708° | 파리 13구            | |
|  |   | • |   |  | 메종 블랑쉬                   | Maison Blanche                                           | 북위 48° 49′ 20″ 동경 2° 21′ 31″ / 북위 48.82213° 동경 2.35854° | 파리 13구            | |
|  | • |   |   |  | 르 크레믈린 비세트르          | Le Kremlin-Bicêtre                                       | 북위 48° 48′ 37″ 동경 2° 21′ 43″ / 북위 48.81027° 동경 2.36202° | 르크레믈랭비세트르   | |
|  | • |   |   |  | 빌쥐프-레오 라그랑주          | Villejuif – Léo Lagrange                                 | 북위 48° 48′ 17″ 동경 2° 21′ 49″ / 북위 48.80462° 동경 2.36363° | 빌쥐프               | |
|  | • |   |   |  | 빌쥐프-폴 바이알 쿠튀리에     | Villejuif – Paul Vaillant-Couturier Hôpital Paul Brousse | 북위 48° 47′ 47″ 동경 2° 22′ 05″ / 북위 48.79628° 동경 2.36809° | 빌쥐프               | |
|  | ■ |   |   |  | 빌쥐프-루이 아라공            | Villejuif – Louis Aragon                                 | 북위 48° 47′ 13″ 동경 2° 22′ 02″ / 북위 48.78694° 동경 2.36730° | 빌쥐프               | 일드프랑스 트램 · 일드프랑스 트램 7호선 |
|  |   |   | • |  | 포르트 디탈리                 | Porte d'Italie                                           | 북위 48° 49′ 09″ 동경 2° 21′ 34″ / 북위 48.81908° 동경 2.35942° | 파리 13구            | 일드프랑스 트램 · 일드프랑스 트램 3a호선 |
|  |   |   | • |  | 포르트 드 슈아시              | Porte de Choisy                                          | 북위 48° 49′ 12″ 동경 2° 21′ 52″ / 북위 48.81998° 동경 2.36436° | 파리 13구            | 일드프랑스 트램 · 일드프랑스 트램 3a호선 |
|  |   |   | • |  | 포르트 디브리                 | Porte d'Ivry                                             | 북위 48° 49′ 18″ 동경 2° 22′ 09″ / 북위 48.82153° 동경 2.36916° | 파리 13구            | 일드프랑스 트램 · 일드프랑스 트램 3a호선 |
|  |   |   | • |  | 피에르 에 마리 퀴리           | Pierre et Marie Curie                                    | 북위 48° 48′ 57″ 동경 2° 22′ 39″ / 북위 48.81585° 동경 2.37738° | 이브리쉬르센         | |
|  |   |   | ■ |  | 메리 디브리                   | Mairie d'Ivry                                            | 북위 48° 48′ 40″ 동경 2° 22′ 58″ / 북위 48.81112° 동경 2.38283° | 이브리쉬르센         | |

(굵은 글씨의 역은 특정 통행의 시종착역으로 사용된다.)

## 역 상세 정보
- 라 쿠르되브-8 메 1945(La Courneuve-8 Mai 1945)
  - 접속노선 :  ■1호선
  - 역명의 1945년 5월 8일은 연합군이 제2차 세계대전에서 승리한 날이다. 승강장은 수락산역과 유사한 2면3선(|□|□|)의 쌍섬식 승강장이다.
- 포르 도베르빌리에(Fort d'Aubervilliers)
  - 19세기에 지어진 Auberviller 요새에서 유래.
- 오베르빌리에-팡탱-카트르 슈맹(Aubervilliers-Pantin-Quatre Chemins)
  - Aubervilliers와 Pantin의 경계에 위치하여 이러한 이름이 되었다.
- 포르드라빌레트(Porte de la Villette)
  - La Villette 공원이 인근에 있다. 북쪽으로는 이 역이 종착역일 때 회차선으로 사용되었던 루프선이 있어 현재는 유치선으로 사용되고 있다.
- 코랑탱 카리우(Corentin Cariou)
  - 개통시의 역명은 Pont de Flandre로 1946년 2월 10일에 현재의 역명으로 개칭되었다. 이 이름은 1942년에 나치 도이칠란트군에 의해 처형된, 당시 19구의 구의회 의원인 코랑탱 카리우에 유래한다.

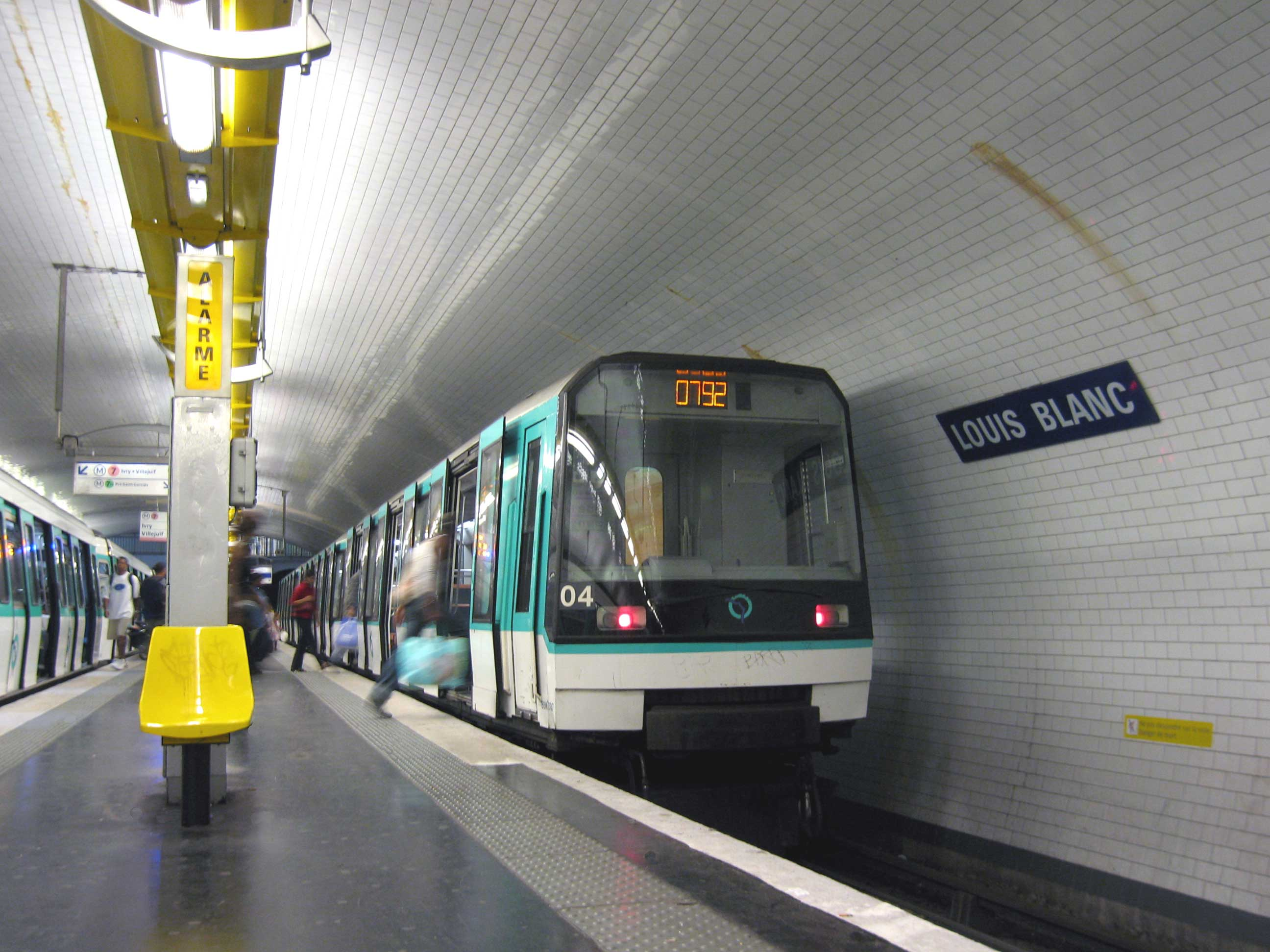
루이 블랑 역의 7호선의 MF 77(좌)과 7bis호선의 MF 88(우)

- 크리메(Crimée)
- 리케(Riquet)

- 스탈린그라드(Stalingrad)
  - 접속노선 :  ■2호선, ■5호선
  - 개통시에는 2호선의 역이 Aubervilliers, 7호선의 역이 Boulevard de la Villette역으로 존재하고 있었으나 1942년 10월에 5호선이 연장되면서 두 역이 하나로 통합되어 Aubervilliers-Boulevard de la Villette로 개칭되었으나[2], 1946년 2월 10일에 재차 현재의 역명으로 바뀌었다.
- 루이 블랑(Louis Blanc)
  - 접속노선 :  ■7bis호선
  - 대면환승이 가능한 2층 구조의 역으로, 각각 1면2선의 섬식 승강장이 있다. 윗층은 7호선 상행 및 7bis호선의 출발 승강장으로, 아랫층은 7호선 하행 및 7bis호선의 도착 승강장으로 사용되고 있다. 남쪽으로 계속 가면 7bis호선과 합류된다.
- 샤토 랑동(Château-Landon)
  - 파리 동역과 연결통로로 이어져 있다. 동역의 북쪽에서 보면 Gare de l'Est보다 이쪽이 더 가깝다.

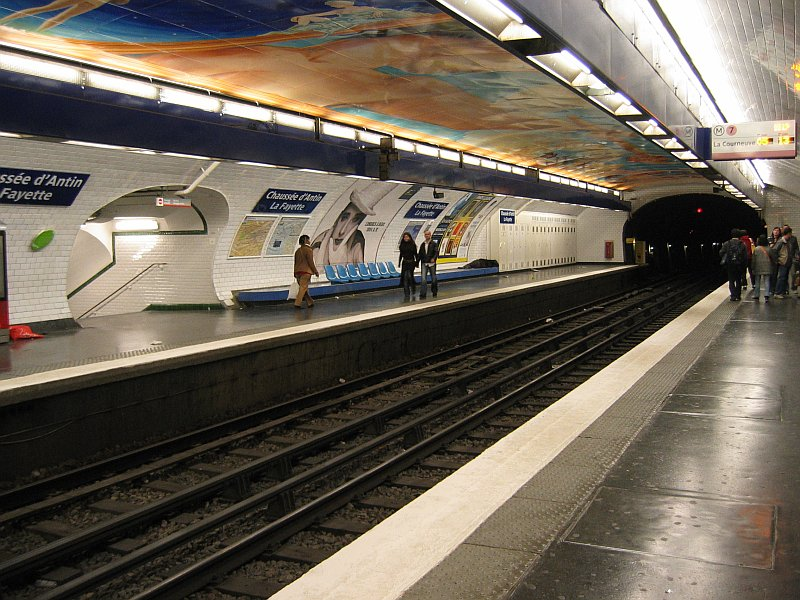
쇼세 당탱-라 파예트 역 승강장 전경

- 파리 동역(Gare de l'Est)
  - 접속노선 :  ■4호선, ■5호선
  - RER E호선의 Magenta역과 연결되어 있어 환승 가능. 또 5호선의 역과는 동일평면상에 있어 5호선의 Bobigny 방면과 7호선의 La Courneuve 방면과는 대면 환승이 가능하다. 뿐만 아니라 역 북쪽으로는 5호선과의 연결선로도 존재한다.
- 푸아소니에르(Poissonnière)
- 카데(Cadet)
- 르 펠레티에(Le Peletier)
- 쇼세 당탱-라 파예트(Chaussée d'Antin-La Fayette)
  - 접속노선 :  ■9호선
  - 개통시의 역명은 Chaussée d'Antin으로, 1989년에 현재의 역명으로 바뀌었다. 역 남쪽에서 3호선과의 연결선이 분기한다.

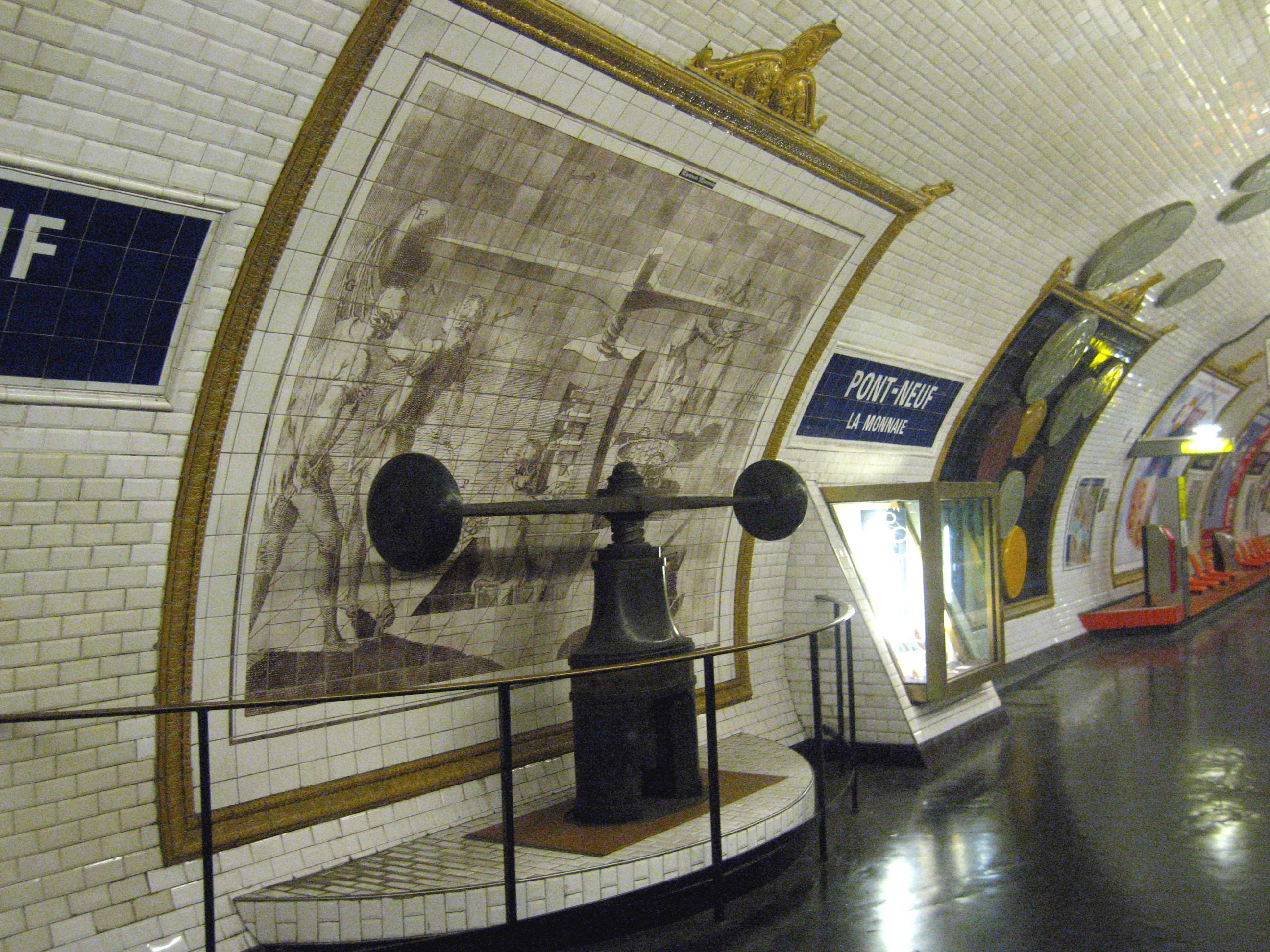
퐁 뉘프 역의 승강장

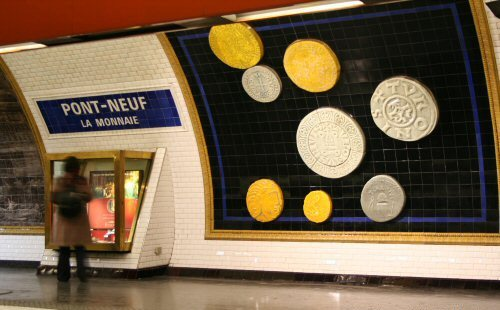
퐁 뉘프 역의 승강장

- 오페라(Opéra)
  - 접속노선 :  ■3호선, ■8호선
  - RER A호선의 Auber역과도 연결되어 있어 환승 가능.
- 피라미드(Pyramides)
  - 접속노선 :  ■14호선
- 팔레 루얄-뮈제 뒤 루브르(Palais Royal-Musée du Louvre)
  - 접속노선 :  ■1호선
  - 개통시의 역명은 Palais Royal로 1989년에 루브르 박물관의 대대적인 개축에 따라 지하의 연락통로가 개설되면서 현재의 역명으로 바뀌었다.

Châtelet역의 각 노선의 위치관계도

- 퐁 뉘프(Pont Neuf)

- 샤틀레(Châtelet)
  - 접속노선 :  ■1호선, ■4호선, ■11호선, ■14호선
  - 파리 메트로의 일대 중심역. RER A, B, D호선의 Châtelet-Les Halles역과 연결되어 있어 환승 가능.
  - 개통시의 역명은 Pont Notre-Dame으로, 1926년 11월 1일에 Pont Notre-Dame-Pont au Change로 개칭되고 1934년 4월 15일에 1, 4호선의 Châtelet역에 통합되면서 현재의 역명이 되었다. Châtelet역에서 승강장이 가장 남쪽에 있다.
- 퐁 마리(Pont Marie)
- 쉴리-모를랑(Sully-Morland)
  - 개통시의 역명은 Pont de Sully이다.
- 쥐시외(Jussieu)
  - 접속노선 :  ■10호선
- 플라스 몽주(Place Monge)
  - 역 북쪽에서 10호선과의 연결선이 분기한다. 이 연결선을 이용하여 일시적으로 플라스 몽주 이남 구간이 10호선의 일부로써 운행된 시기도 있다(연혁 참조).
- 상시에-도방통(Censier-Daubenton)
  - 1965년까지는 Censier-Daubenton-Halles aux cuirs라는 역명이었다. Halles aux cuirs는 이 인근에 있었던 피혁시장을 가리킨다.
- 르 고블랭(Gobelins)

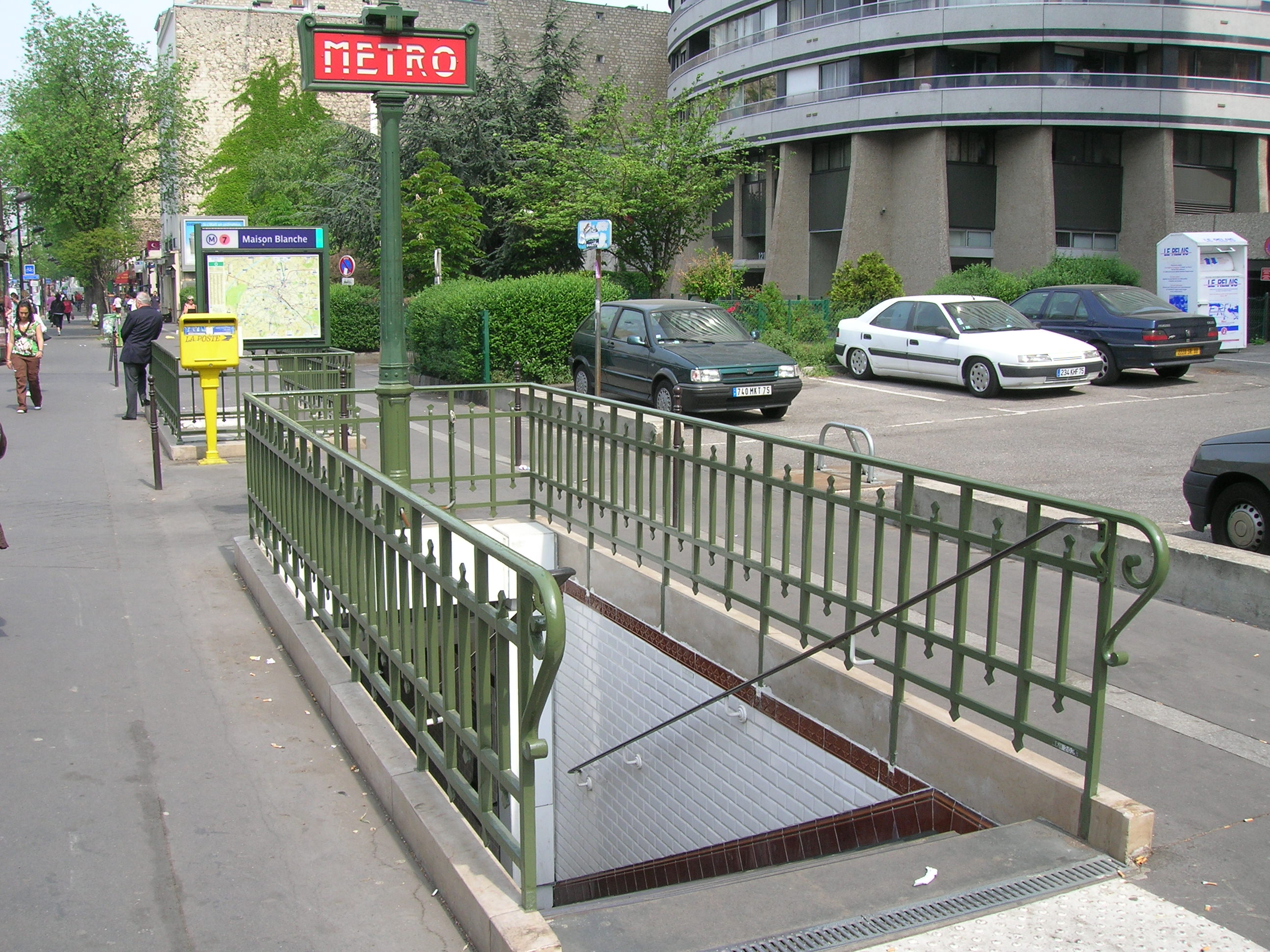
메종 블랑쉬 역 입구

- 플라스 디탈리(Place d'Italie)
  - 접속노선 :  ■5호선, ■6호선
  - 역의 북쪽으로 5호선과의 연결선이, 남쪽으로 6호선과의 연결선이 분기된다.
- 톨비약(Tolbiac)
- 메종 블랑쉬(Maison Blanche)
  - Villejuif방면으로의 지선이 분기되는 역으로, 옛날에는 파리 순환 철도(Petite Ceinture)와의 환승역이었다.

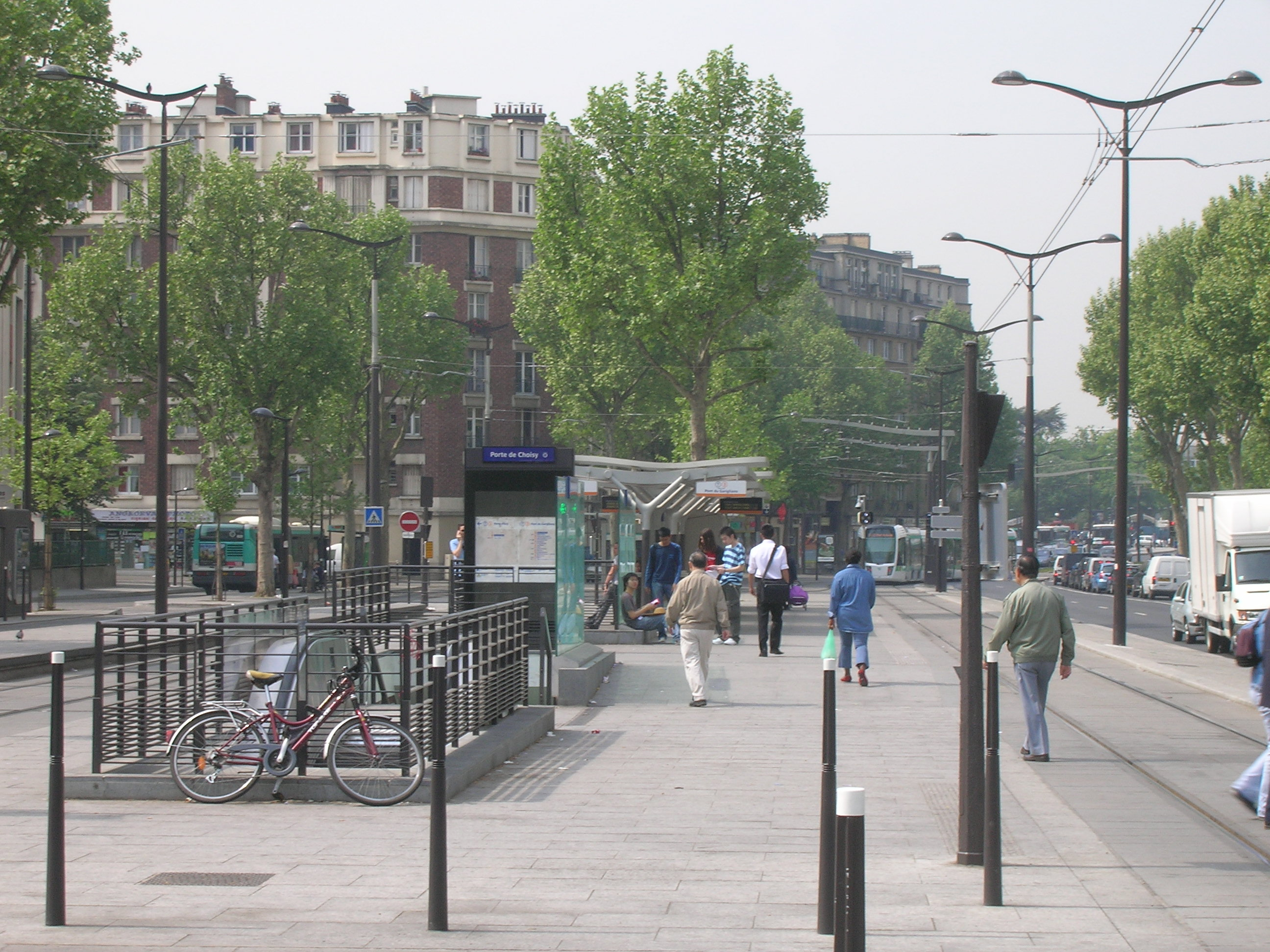
노면전차 정류장에 있는 Porte de Choisy역의 출입구

- 포르트 디탈리(Porte d'Italie)
  - 접속노선 :  ■3호선
- 포르트 드 슈아시(Porte de Choisy)
  - 접속노선 :  ■3호선
- 포르트 디브리(Porte d'Ivry)
  - 접속노선 :  ■3호선
  - 2면3선의 승강장 구조를 가진 역으로 역 남쪽으로 유치선을 겸한 측선과 Choisy기지로의 연결선이 있다.
- 피에르 에 마리 퀴리(Pierre et Marie Curie)
  - 개통당시의 역명은 Pierre Curie로 2007년 1월 31일(공식적으로는 3월 8일)에 현재의 역명으로 바뀌었다.
- 메리 디브리(Mairie d'Ivry)
  - 이름대로 Ivry sur Seine 시청이 근처에 있다.

### 빌쥐프 방면 지선

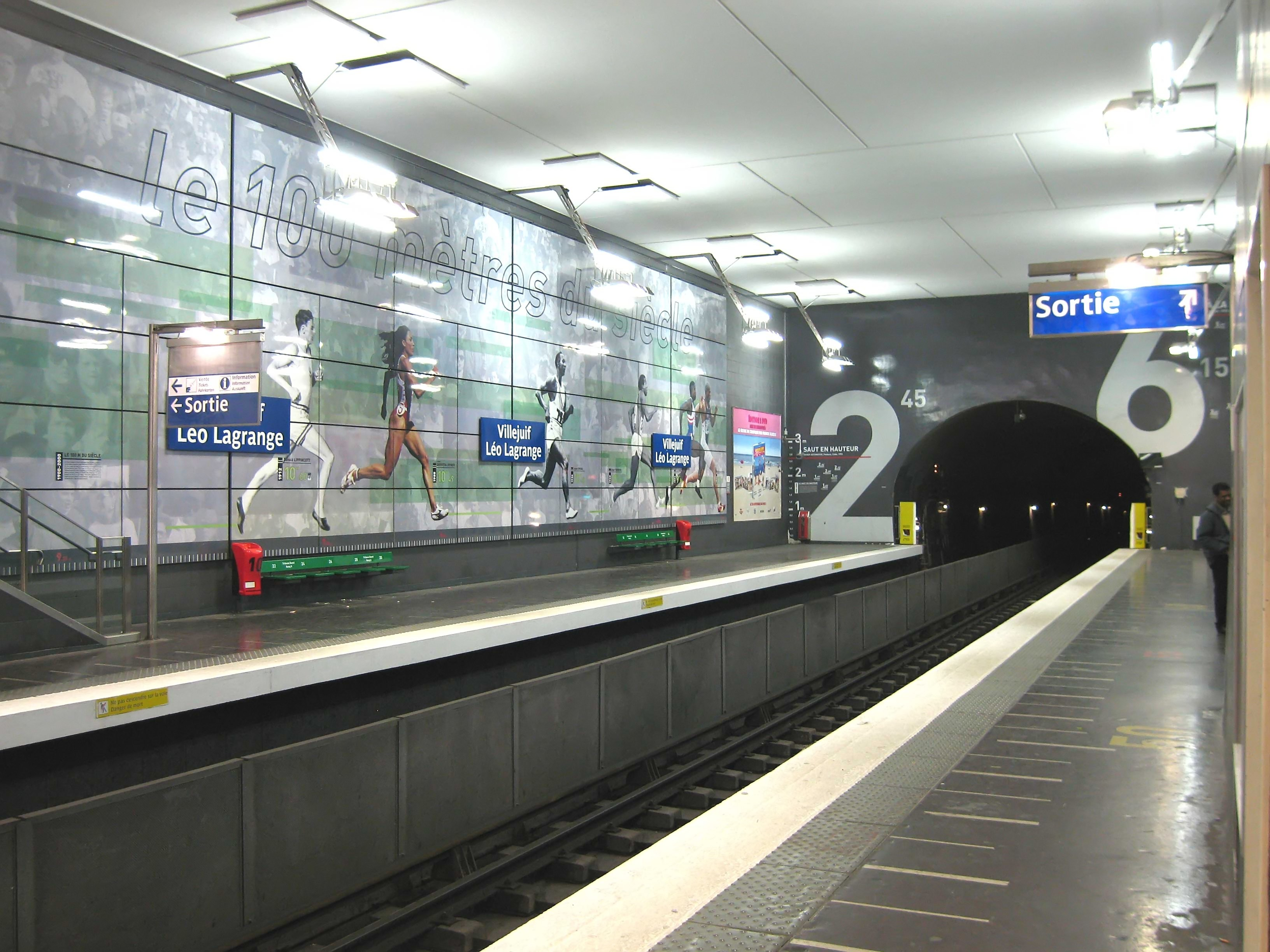
빌쥐프-레오 라그랑주 역

- 르 크레믈린 비세트르(Le Kremlin-Bicêtre)
- 빌쥐프-레오 라그랑주(Villejuif-Léo Lagrange)
  - 20세기 초반의 체육차관이었던 레오 라그랑쥬(Léo Lagrange)의 이름을 딴 역으로 그에 걸맞게 내부는 스포츠를 주제로 디자인되어 있다.
- 빌쥐프-폴 바이알 쿠튀리에(Villejuif-Paul Vaillant-Couturier)
- 빌쥐프-루이 아라공(Villejuif-Louis Aragon)
- 오를리-남(Orly-Sud, 미개장역)
  - 접속노선 : 오를리 경전철(OrlyVAL)
  - OrlyVAL을 건설할 당시 이 역까지 7호선을 연장시킬 것을 상정하고 역이 들어갈 박스 구조물을 만들어 두었으나 계획은 취소되어 박스 구조물은 방기되었다. 14호선 개통과 함께 해당 계획이 다시 유력시되었으나 노면전차로 대체되었다(장래 계획 참조).

## 장래 계획
- SDRIF에 따르면 북쪽으로 RER B선의 부르제(Bourget)까지의 연장이 계획되어 있다. 2013년에서 2020년 사이에 개통하는 것이 목표.
- 남쪽으로는 14호선을 메종 블랑쉬까지 연장시켜 빌쥐프 방면 지선을 14호선으로 편입시킬 예정이다. 또, 해당 지선을 오를리-남까지 연장시키는 것이 재차 추진되었으나 빌쥐프에서 오를리를 거쳐 아티스몽스(Athis-Mons)을 잇는 노면전차가 추진되면서 사실상 무산되었다.

## 같이 보기
- 파리 (프랑스)
- 지하철 목록

## 참고 문헌
- Jean Tricoire, Un Siècle de Métro en 14 Lignes: De Bienvenüe à Météor, 제3판, La Vie du Rail, 2004년, ISBN 2-915034-32-X.